# Tarenna obtusifolia
Tarenna obtusifolia är en måreväxtart som beskrevs av Elmer Drew Merrill. Tarenna obtusifolia ingår i släktet Tarenna och familjen måreväxter. Inga underarter finns listade i Catalogue of Life.